# 卡巴讷
卡巴讷（法語：Cabannes，法語發音：[kaban]）是法国普罗旺斯-阿尔卑斯-蓝色海岸大区罗讷河口省的一个市镇，属于阿尔勒区。

## 地理
卡巴讷（43°51'38"N, 4°57'4"E）面积20.91 平方千米，位于法国普罗旺斯-阿尔卑斯-蓝色海岸大区罗讷河口省，该省份为法国东南部沿海省份，北起沃克吕兹省，西接加尔省，南濒地中海，东临瓦尔省。
与卡巴讷接壤的市镇（或旧市镇、城区）包括：诺沃、普朗多尔贡、圣昂迪奥勒、迪朗斯河畔科蒙、卡瓦永。

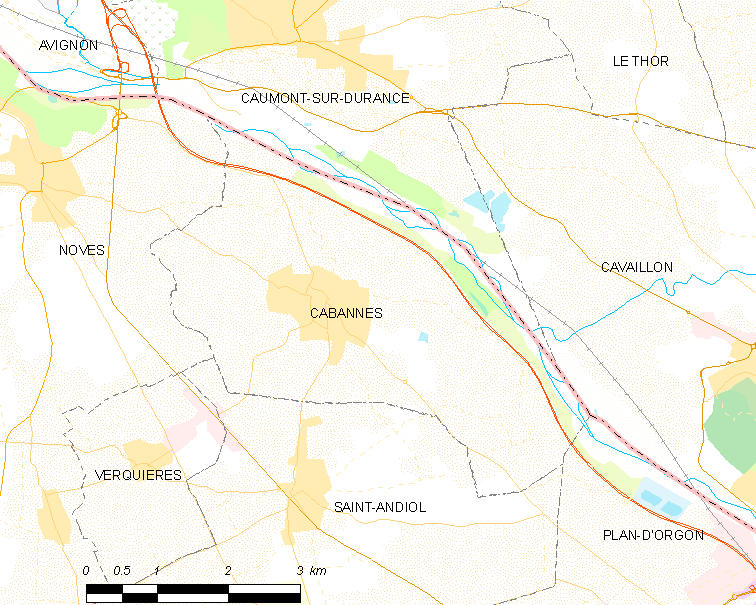
卡巴讷的OSM定位图

卡巴讷的时区为UTC+01:00、UTC+02:00（夏令时）。

## 行政
卡巴讷的邮政编码为13440，INSEE市镇编码为13018。

## 政治
卡巴讷所属的省级选区为沙托勒纳尔县。

## 人口

1962-2008年间卡巴讷人口变化图示

卡巴讷于2022年1月1日时的人口数量为4576人。